# 川上とも子
川上 とも子（かわかみ ともこ、1970年4月25日 - 2011年6月9日）は、日本の女性声優。本名、川上 倫子（読み同じ）。東京都出身。
所属事務所はデビューから死去まで一貫してぷろだくしょんバオバブであった。

## 略歴

### 声優デビューまで
家系が医学関係で、姉も医者だった。幼少時は人を助ける仕事である医師に憧れていたが、1981年に放送開始したテレビアニメ『六神合体ゴッドマーズ』の影響で声優という職業を意識するようになる。その頃、父を亡くしている。高校は女子高で理数系に入学。アルバイトもしておらず、その頃、演劇部に所属して芝居の勉強を始めて、そっちで頑張っていた。公演は、学園祭ぐらいしかしておらず、普段は地道にエチュードをしていた。高校入学の1986年、演劇部に所属するかたわら、ぷろだくしょんバオバブの付属俳優養成学校であったバオバブ学園へ入所（3期生）、当時学園長であった富田耕生らの指導を受ける。同期に篠原あけみ、武政弘子、中博史、柳沢栄治。川上の先輩として子安武人、後輩としていずれも川上より年上の山崎たくみ、岩坪理江、こおろぎさとみ、渡辺美佐も在学時期が一部重なる。芝居が好きになり、桐朋学園大学短期大学部芸術学科演劇専攻（25期）、そして学科卒業後には専攻科演劇専攻へ進学した。20歳のころの思い出は「大学の仲間たちと、わいわいがやがやしていたこと」と語っている。同期の朴璐美も演劇集団 円入団後に声優として活動しており、2005年に放送したテレビアニメ『うえきの法則』では主人公の植木耕助（朴）と森あい（川上）を演じたほか、アニメ『BLEACH』などでも共演している。
また、バオバブ学園在学中、音楽の講師を担当していた山本正之の目にとまり、山本のコーラスグループピンクピッギーズに参加。声優デビュー後、および病気療養による休業中を含め、山本の数多くの楽曲にバックコーラスとして参加している。

### 声優として活躍
桐朋短大専攻科在学中、1994年7月22日に放送されたテレビアニメ『メタルファイター♥MIKU』第3話「みくちゃん 特訓する」の「男の子」役で声優としてデビュー。専攻科卒業後の1995年、すでにぷろだくしょんバオバブに所属していたが、映像テクノアカデミアにも第1期生として入学、2年間在学した。映像テクノアカデミアでは青山穣、浅野まゆみ、すずき紀子、乃村健次と同期。在学中の1995年放送の『ふしぎ遊戯』の張宿役、および10月5日に放送を開始した『ドッカン!ロボ天どん』の菜部サラダ役が初レギュラー。
1997年のテレビアニメ『少女革命ウテナ』の天上ウテナ役で初の主演、1999年公開の劇場版『少女革命ウテナ アドゥレセンス黙示録』でも天上ウテナ役で引き続き主演。劇場版パンフレットでのインタビューによると、テレビシリーズのオーディションの際、原稿に目を通しただけでキャラクターを理解する前にオーディションが終わってしまい、カッコ悪いウテナを演じてしまったため、ウテナ役に決まったのは間違いではないかと思いビーパパスを訪ねたところ、監督の幾原邦彦からその点が川上を選んだ理由だとの返事をもらい、初めてウテナと出会ったような感覚を味わったとのこと。また、制作現場であるビーパパスを訪れたことでアニメーションが多くの人の手と思いによって作られていることを意識することができ、スタッフとの交流によって声優という仕事に初めて自信が持てたと語っている。幾原との親交は『少女革命ウテナ』放送終了後も続き、川上がラジオパーソナリティを務めるラジオ番組にゲストとしてたびたび出演。『川上とも子のメサCANネットワーク』に出演した際、リスナーから公募した愛称のなかから「とも蔵」を（川上本人の反対にもかかわらず）選び、名付け親となる。また、幾原の公式サイト「ikuniweb」において二人の交換日記形式のブログ、「イクニのメルとも蔵Blog」を川上の死去まで共有していた。
『少女革命ウテナ』以降、テレビアニメでは1999年『宇宙海賊ミトの大冒険』シリーズのミト役、2000年『タイムボカン2000 怪盗きらめきマン』のリップ（きらめきマン1号）役、2000年『学校の怪談』の宮ノ下さつき役、2001年『ちっちゃな雪使いシュガー』のシュガー役、2001年『ヒカルの碁』の進藤ヒカル役、2003年『クロノクルセイド』のロゼット・クリストファ役、2004年『遙かなる時空の中で-八葉抄-』の元宮あかね役、2007年の『風の少女エミリー』のエミリー・バード・スター役でいずれも主演。『ケロロ軍曹』では2004年の放送開始から2008年の休業までメインキャラクターの日向冬樹役でレギュラー。
2000年発売のゲーム『遙かなる時空の中で』ではオープニングアニメーションでのみの出演だったが、その後のメディア展開により、2002年OVA『遙かなる時空の中で-紫陽花ゆめ語り-』、2003年OVA『遙かなる時空の中で2-白き龍の神子-』、前述のテレビアニメ『遙かなる時空の中で-八葉抄-』、2006年公開の『劇場版 遙かなる時空の中で 舞一夜』、2007年放送のテレビアニメ『遙かなる時空の中で3 紅の月』、2010年放送のテレビアニメ『遙かなる時空の中で3 終わりなき運命』でいずれも主演、イベント「遙か祭」にもたびたび出演した。また、ゲーム『AIR』のコンシューマー版、テレビアニメ版、および劇場版でいずれもメインヒロインの神尾観鈴役を演じている。
海外ドラマの吹き替えでは1997年放送の『対決スペルバインダー』の主人公であるポールの妹・クリスティーン役（ジョージナ・フィッシャー）が初レギュラー。海外ドラマでは1997年放送の『おまかせアレックス』のアレックス・マック役（ラリサ・オレイニク）、1998年放送の『モエシャ』のモエシャ・ミッチェル役（ブランディ）、2005年放送開始の『アマンダ・ショー』のアマンダ役（アマンダ・バインズ）、外国映画では2000年にテレビ東京『20世紀名作シネマ』で放送の『ロミオとジュリエット』（ビデオグラムでも発売）のジュリエット役（オリヴィア・ハッセー）、2003年発売の『処女』（ビデオグラム版）のアナイス・パンゴ役（アナイス・ルブー）、同年発売の『ブルークラッシュ』（ビデオグラム版）のアン・マリー役（ケイト・ボスワース）でいずれも主演。2000年発売の『マイライフ・アズ・ア・ドッグ』（ビデオグラム版）ではサガ役（メリンダ・キンナマン）を演じた。その他、オーディオドラマ、吹き替え、アニメ、ゲームの出演作多数。
歌手としては1999年に幾原邦彦のプロデュースでフルアルバム『ADOLESCENCE DOLL』を発売、一部作詞・作曲も担当している。ほかにラジオCDなどの企画アルバムを4枚発売、キャラクターソング・イメージソング多数。2003年に放送されたテレビアニメ『ミッドナイトホラースクール』ではメインキャラクターのリディーほかを演じるとともに、シリーズ後期でオープニング主題歌「ハッピーミステリー」、エンディング主題歌「ABCの子供たち」を担当。2005年に放送されたテレビアニメ『あまえないでよっ!!』シリーズでもメインキャラクターの生稲雛美を演じるとともに、あまえ隊っ!!の一員として第1期シリーズオープニング主題歌「あふれてゆくのはこの気持ち」、および第2期シリーズ『あまえないでよっ!! 喝!!』オープニング主題歌「あまえないでよっ!!」に参加。
ラジオパーソナリティとしては1997年放送の『ZMAPのLIPS FACTORY』『ZMAP=ZMAP』に当初はゲストとして出演、そのままレギュラーとなり、ZMAPにも参加。同じく1997年放送の『川上とも子のメサCANネットワーク』が初の冠番組。その後継番組として1998年に放送を開始した『川上とも子のうさぎのみみたぶ』は地上波からインターネットラジオへと形態の変遷を経つつも、病気療養にともなう2008年の休止まで放送回数は500回を超え、10年近く継続した。2001年に放送したテレビ番組『Cyber Project TV』では小林由美子・野川さくらとともに司会を担当、ほかラジオパーソナリティとして出演した番組多数。また、1998年にツーファイブがドリーム・トレイン・インターネットの協力により配信した生放送のインターネットラジオ『川上とも子のバーチャルキャンプ 山へ行こうだホイ』は日本国内でのインターネットラジオ・インターネットテレビとしては初期の番組であり、生放送中の番組と連携するIRCによるチャットも提供されていた。

### 病気療養・死去
2008年8月に体調不良を訴えたことから精密検査を受け、16日に入院、19日に手術を受けた。自身のメールマガジン『川上とも子のうさぎのみみたぶ通信』では「手術は無事終わった」と報告したが、実際には手術の時点ですでに進行がんであり、そのまま病気療養のため休業。メールマガジンも2008年10月に配信を休止した。
その後は2009年2月21日のテアトル新宿での『少女革命ウテナ アドゥレセンス黙示録』上映時のトークショーで幾原邦彦が川上からのメッセージを紹介した例、『キネマ旬報』2009年3月下旬号での佐藤順一のインタビュー記事で川上が病気療養中であることを紹介した例、2011年5月27日（26日深夜）のNHK-FM『とことんアニソンクラシックス』で『少女革命ウテナ』のオープニングテーマ曲「輪舞-revolution」を放送した際に案内役の緒方恵美が「言葉に詰まっちゃった」と前置きしつつ川上が療養中であることを紹介した例などを除いて、川上の病気について公に言及される機会も少なく、具体的な病状が一般に伝えられる機会もなかった。
手術後は、自宅療養と入院による治療を繰り返しつつも、2010年までは後述するように複数の作品に出演。しかし、2011年6月に入り容体が急変し再入院、6月9日に東京都内の病院で死去したことが所属事務所、ぷろだくしょんバオバブの公式ブログにより発表された。満41歳没。報道では病名が卵巣がんであったことが報じられている。生涯独身で子供はいなかったため、喪主は母が務めた。
東京カテドラル聖マリア大聖堂で通夜が13日に、告別式が14日に行われた。前述の幾原邦彦や、川上が子供のころからファンで、川上を紹介したテレビ番組にもゲスト出演した水島裕のほか、桐朋短大での同期（25期）の清水直子・朴璐美、所属事務所でも養成所（バオバブ学園）でも後輩だった船木まひと、長期にわたる共演を通じ親交があった千葉進歩・西村ちなみ、デビュー時期が近く、デビュー当初からたびたび共演し、『ケロロ軍曹』や『BLEACH』で川上の代役を務めた桑島法子、同じく『ポケットモンスター ダイヤモンド&パール』で代役を務めたゆきのさつき、レーシングカートチーム「ロボットレーシング」のチームメイトでもあった水樹奈々など、数多くの声優や関係者がブログやTwitterなどで川上の死を悼むメッセージを公表した。
2011年10月9日放送の『ポケモンスマッシュ!』第52回の「ポケモンライブラリー」では、川上がゲスト主役のカズチ役を演じた『ポケットモンスター アドバンスジェネレーション』第38話「プラスルとマイナン! 山の灯台!!」が再放送された。遺作となった2011年11月18日発売のOVA『技の旅人』の本編最後（エンディングの直前）に、「IN MEMORY OF TOMOKO KAWAKAMI」とメッセージが表示されている。
2012年3月2日に発表された第六回声優アワードでは、「表彰すべき特別な活動」に対する賞として声優アワード特別賞（絵本読み聞かせキャラバン隊）を受賞した。

## 病気療養中に出演していた作品
2010年まで、病気療養中にも一部の作品に出演していた。以下は休業期間中に発表された出演作品の一覧で、病気療養以前に収録したものも含まれる。
2008年
- 9月25日発売のPlayStation 2専用ソフト『スーパーロボット大戦Z』に、『創聖のアクエリオン』の双翅役で出演した。
- テレビアニメ『CLANNAD 〜AFTER STORY〜』に、10月10日（9日深夜）放送の第2回から翌2009年3月13日（12日深夜）放送の最終回まで「少女」役で出演。代役は立てられなかった。
- 12月13日公開の劇場版『BLEACH』第3弾、『劇場版BLEACH Fade to Black 君の名を呼ぶ』に砕蜂役で出演。
- 12月25日発売のドラマCD『帰ってきた！ 私立荒磯高等学校生徒会執行部』は、当初の発売予定日であった10月22日から制作上の都合により延期され、桂木和美役で出演。マリン・エンタテインメントのウェブサイトにはアフレコインタビューとして川上のメッセージも掲載された。

2009年
- 2月26日発売のPlayStation 2専用ソフト『THE KING OF FIGHTERS 2002 UNLIMITED MATCH』に、新必殺技の追加などによる新録に従い、メイ・リー役で出演[43]。
- 3月25日発売のドラマCD『帰ってきた！ 私立荒磯高等学校生徒会執行部2』に出演。前作とは異なり、アフレコインタビューに川上のメッセージは掲載されなかった。
- 3月7日公開の劇場版『ケロロ軍曹』第4弾、『超劇場版ケロロ軍曹 撃侵ドラゴンウォリアーズであります!』に日向冬樹役で出演。収録は闘病中に行われた[20]。
- 3月に発送された応募者全員サービスのドラマCD（女性向け）『きみがいなけりゃ陽も昇らない』に千葉茜役で出演。なお、本作の収録は入院より前とみられる[44]。後述のとおり、本シリーズのその後発売されたドラマCDでは千葉茜役のキャストが変更されている。
- 4月9日発売のPlayStation Portable用ソフト『戦国BASARA BATTLE HEROES』ではいつき役で出演。戦国BASARAシリーズでは2011年7月21日発売の『CHRONICLE HEROES』でもライブラリ出演の形で音声が流用された。
- 4月23日発売のPSP専用ソフト『ほしがりエンプーサportable』に音声取り直しの新録で大河内マリア役で出演[45]。
- 8月22日公開の『劇場版 ヤッターマン 新ヤッターメカ大集合! オモチャの国で大決戦だコロン!』の挿入歌「ヤッターキング 2009夏!アニメ」のコーラスにピンクピッギーズとして参加。録音は7月[11]。声優としては出演していない。
- 11月25日発売の『ARIA The NATURAL DVD-BOX』特典ドラマCDにアテナ・グローリィ役で出演。このドラマCDは川上の復帰を待って収録された。なお、2009年7月23日発売の『ARIA The ANIMATION Drama CD BOX』にも出演が告知されていたが、事情により出演キャストが変更になり、実際にはアテナは登場しなかった（発売も予定されていた5月27日から制作上の都合により延期された）。
- 12月4日（3日深夜）放送のテレビアニメ『DARKER THAN BLACK -流星の双子-』第9話に、アンバー役で出演。テレビアニメでは約9か月ぶりの出演となった。

2010年
- 1月4日（3日深夜）放送のテレビアニメ『遙かなる時空の中で3 終わりなき運命』に春日望美役で出演[注 3]。
- 1月16日、1月17日に武道館にて行われたイベント『ネオロマンス・フェスタ 遙か十年祭 in 武道館』の最終公演に当たる17日夜公演のみ、本人の肉声によるメッセージが流され、10年携わった思い入れの深い作品の記念すべきステージに立つことができない悔しさや、また元気になって必ずステージに戻ってくるとの決意などを語った。
- テレビアニメ『のだめカンタービレ フィナーレ』では、1月22日（21日深夜）放送のLeçon 2にプリリン役で、1月29日（28日深夜）放送のLeçon 3、および3月12日（11日深夜）放送のLeçon 9から3月26日（25日深夜）放送のLa Dernière Leçonまでの各話にエリーゼ役でそれぞれ出演[注 3]。なお、2008年10月から12月にかけて放送された『のだめカンタービレ 巴里編』には出演せず、後述のとおり代役が立てられた。
- 5月26日発売の『DARKER THAN BLACK -流星の双子-』Blu-ray・DVD第6巻にて、上記の『流星の双子』第9話と共に収録されているOVA『DARKER THAN BLACK -黒の契約者- 外伝』第3話に、アンバー役で出演。
- 晩秋、ピンクピッギーズとしてコーラスのレコーディングに参加。

2011年
- 11月18日発売[37]のOVA『技の旅人』にキャロト役で出演、遺作となる[注 3]。本作品のブログの2010年9月25日の記事に、アフレコが「先日行われた」との記述がある[46]。

## 人物・エピソード
愛称の「とも蔵」はラジオ番組『川上とも子のうさぎのみみたぶ』の前身番組『川上とも子のメサCANネットワーク』で初めて1人でパーソナリティをつとめるのだから愛称があった方がいいという番組スタッフの提案で公募され、『少女革命ウテナ』の監督である幾原邦彦が無理矢理決定した。その後自称にもなり、業界内でも定着した。中学生時のニックネームは「かわこ」だった。声優デビュー後は「ともちゃん」と呼ばれることが多く、デビュー当初より川上を知る声優やスタッフは今でも「ともちゃん」と呼ぶこともある。また、当時は「川上」と自称していた。
マーブルと名付けたウサギを飼っていたことがあり、『うさぎのみみたぶ』というタイトルはここから取られている。2003年4月14日にマーブルを亡くした後は、アポロと名付けた犬を飼っていた。川上は4月15日生まれのアポロを、マーブルの生まれ変わりとみなしていた。
自動車が趣味（特にF1レース）であり、「とも蔵号」と名付けられた自家用車もレーシングカー仕様だった。サーキットで走行したこともあったが、本人はスピードが遅いと発言していた。自動車以外の趣味としてスキー、アウトドアを挙げていた。好きなアーティストはorange pekoeなど。またデビュー以前に親交のあった山本には「歌を作ってもらうのが夢だった」と語り、ラジオCDのアルバムで実現した。
資格は普通免許、中型自動二輪免許、華道草月流4級。特技はスキー、ピアノ。
声優ユニット「あまえ隊っ!!」のメンバーの1人。
男性に求めるのは「正義」とのこと。2005年に発売された『極上生徒会』DVD第5巻の特典映像「第5回極上クイズ王決定戦」で自分が結婚相手に求めるものを問われた際に即答した。
愛読書は『新約聖書』および『旧約聖書』で、本人いわく「愛眠の友」とのこと。2008年に病気療養に入った後にカトリックの洗礼を受けている。洗礼名は「セシリア」。

## 後任
川上の病気療養中や死後、持ち役を引き継いだ人物は以下の通り。
ただし、他の声優も総入れ替えされた作品（『機動戦士ガンダム 閃光のハサウェイ』のギギ・アンダルシア〈後任：上田麗奈〉など）はこの趣旨から外れるため、この表には記載しない。
| 後任         | 役名                   | 概要作品                                    | 後任の初担当作品                                               |
| ------------ | ---------------------- | ------------------------------------------- | -------------------------------------------------------------- |
| 桑島法子     | 日向冬樹               | 『ケロロ軍曹』                              | 第232話                                                        |
| 桑島法子     | 冬吉                   | 『ケロロ軍曹』                              | 第249話                                                        |
| 桑島法子     | 砕蜂                   | 『BLEACH』                                  | 第206話                                                        |
| 矢作紗友里   | プリリン               | 『のだめカンタービレ』                      | 『のだめカンタービレ 巴里編』                                  |
| 佐久間紅美   | エリーゼ               | 『のだめカンタービレ』                      | 『のだめカンタービレ 巴里編』                                  |
| 甲斐田ゆき   | 近江薫                 | 『異国色恋浪漫譚』                          | OVA版第二話                                                    |
| ゆきのさつき | ポケモン図鑑           | 『ポケットモンスター ダイヤモンド&パール』  | 第102話                                                        |
| ゆきのさつき | モモアン               | 『ポケットモンスター ダイヤモンド&パール』  | 第102話                                                        |
| ゆきのさつき | ヒカリのミミロル       | 『ポケットモンスター ダイヤモンド&パール』  | 第103話                                                        |
| 河原木志穂   | ケイラ・ハンティントン | 『デスパレートな妻たち』                    | シーズン4                                                      |
| 木村亜希子   | ママ（馬神ハヤ美）     | 『バトルスピリッツ 少年突破バシン』         | 第32話                                                         |
| かかずゆみ   | ナナリー・フレッチ     | 『テイルズ オブ デスティニー2』             | 『テイルズ オブ バーサス』                                     |
| 南央美       | アシェア               | 『エレメンタル ジェレイド -蒼空の戦旗-』    | 単行本第6巻限定版付属ドラマCD                                  |
| 松岡由貴     | 千葉茜                 | 『きみがいなけりゃ息もできない』            | 『きみがいなけりゃ息もできない2 きみがいるなら世界の果てでも』 |
| 松岡由貴     | ミレル                 | 『魔法戦士リウイ』                          | 『ヒーローズファンタジア』                                     |
| 釘宮理恵     | 風林寺美羽             | 『史上最強の弟子ケンイチ』                  | OVA版                                                          |
| 沢城みゆき   | いつき                 | 『戦国BASARA』                              | 『戦国BASARA モバイル』                                        |
| 野中藍       | キャンドルちゃん       | 『それいけ!アンパンマン』                   |                                                                |
| 佐藤利奈     | チャル                 | 『サルゲッチュ』                            | 『プレイステーション オールスター・バトルロイヤル』            |
| 佐藤利奈     | アテナ・グローリィ     | 『ARIA』                                    | 『ARIA The CREPUSCOLO』                                        |
| 犬山イヌコ   | フシギソウ             | 『大乱闘スマッシュブラザーズ』              | 『大乱闘スマッシュブラザーズ SPECIAL』                         |
| 藤田咲       | 佐々木利佳             | 『カードキャプターさくら』                  | 『カードキャプターさくら クリアカード編』                      |
| 西村ちなみ   | 持田                   | 『クレヨンしんちゃん』                      |                                                                |
| 田中あいみ   | メイ・リー             | 「ザ・キング・オブ・ファイターズ シリーズ」 | 『THE KING OF FIGHTERS ALLSTAR』                               |
| 日高里菜     | ピリカ                 | 『シャーマンキング』                        | 『SHAMAN KING』（テレビアニメ第2作）                           |
| 永井真里子   | ミイネ・モンゴメリ     | 『シャーマンキング』                        | 『SHAMAN KING』（テレビアニメ第2作）                           |
| 富樫美鈴     | ルドセブ・ミュンツァー | 『シャーマンキング ふんばりスピリッツ』     | 『SHAMAN KING』（テレビアニメ第2作）                           |
| 真田アサミ   | 神尾観鈴               | 『AIR』                                     | 『かぎなど』                                                   |
| 真田アサミ   | 倉田佐祐理             | 『Kanon』                                   | 『かぎなど』                                                   |
| 麻見順子     | アンバー               | 『DARKER THAN BLACK -黒の契約者-』          | 『CRダーカーザンブラック ‐黒の契約者‐』                        |

## 出演
太字はメインキャラクター。

### テレビアニメ
1994年
- メタルファイター♥MIKU（男の子、星狼組）

1995年
- ふしぎ遊戯（張宿、玉蘭）
- 怪盗セイント・テール（女子生徒2）
- ドッカン!ロボ天どん（菜部サラダ）
- ちびまる子ちゃん（女子高生）

1996年
- しましまとらのしまじろう（お姫様）
- VS騎士ラムネ&40炎（少女B、少女C、女の子A、トランペット、女A、女生徒A、先輩巫女B、女官）
- 機動新世紀ガンダムX（若い女）
- ガンバリスト!駿（女子生徒2、女子部員A、女子部員2）
- 機動戦艦ナデシコ（1996年 - 1997年、ウエムラ・エリ、アイちゃん）
- エルフを狩るモノたち（1996年 - 1997年、アネット、エミリィ、ピチ） - 2シリーズ
- 魔法少女プリティサミー（1996年 - 1997年、灰田このは）
- はじめ人間ゴン（ピーコちゃん、ポン）
- ドラえもん（テレビ朝日版第1期）（1996年 - 2000年、カオリ、女の子C、女、少年C、野比玉子〈少女期〉）

1997年
- クレヨンしんちゃん（1997年 - 2008年、女子社員B、南桜井、小池えり子、りょこたん）
- マッハGoGoGo（ジュニア）
- 少女革命ウテナ（天上ウテナ）
- ポケットモンスター（1997年 - 2001年、アヤメ、タカミ）
- CLAMP学園探偵団（女子学生B、女子大生）
- バトルアスリーテス大運動会（1997年 - 1998年、クリス・クリストファ）

1998年
- 忍たま乱太郎（町娘）
- 爆走兄弟レッツ&ゴー!!MAX（メガネ、ケンジ〈初代〉、左京ファン）
- Bビーダマン爆外伝（ルイルイ、ダークオコウ、ミミタン） - 2シリーズ
- カードキャプターさくら（1998年 - 2000年、佐々木利佳）
- 星方武侠アウトロースター（ハンミョウ）
- はれときどきぶた（ピザ少女）
- 快傑蒸気探偵団 TV ANIMATION SERIES（リラベル）
- タッチ Miss Lonely Yesterday あれから君は…（コーチ）

1999年
- 宇宙海賊ミトの大冒険（ミト） - 2シリーズ
- ベターマン（セーメ、りっちゃん）
- パワーストーン（あやめ）
- 天使になるもんっ!（ノエル）
- 魔術士オーフェン Revenge（リコリス）
- ジバクくん（1999年 - 2000年、ピンク）
- 鋼鉄天使くるみ（吉祥寺栄子）

2000年
- GTO（星野めぐみ）
- タイムボカン2000 怪盗きらめきマン（リップ / きらめきマン1号、ツッコミくん 他）
- NieA_7（カーナ）
- 六門天外モンコレナイト（フェアリーA）
- 学校の怪談（宮ノ下さつき）
- 闇の末裔（音無上総）

2001年
- それいけ!アンパンマン（2001年 - 2007年、キャンドルちゃん〈4代目〉、スターナ〈初代〉、ふきのとうくん〈代役〉）
- 機動天使エンジェリックレイヤー（藤崎円香）
- 魔法戦士リウイ（ミレル）
- はじめの一歩（森田クミコ）
- ルパン三世 アルカトラズコネクション（モニカ）
- ちっちゃな雪使いシュガー（シュガー）
- シャーマンキング（2001年 - 2002年、ピリカ、ミイネ・モンゴメリ）
- 激闘!クラッシュギアTURBO（山野木モモ）
- ヒカルの碁（2001年 - 2003年、進藤ヒカル）
- ナジカ電撃作戦（トォニ）
- サイボーグ009 THE CYBORG SOLDIER（シンシア）

2002年
- Kanon（2002年 - 2007年、倉田佐祐理） - 2シリーズ
- あたしンち（2002年 - 2006年、ナントカ・ド・カントカの店員、店員A）
- Witch Hunter ROBIN（吉岡サキ）
- サルゲッチュ（ナツミ）
- 十二国記（2002年 - 2003年、蘭玉）
- 東京ミュウミュウ（上村綾乃）
- PIANO（松原優希）
- ヒートガイジェイ（レナ）
- ポケットモンスター サイドストーリー（アヤメ）
- ロックマンエグゼ（2002年 - 2006年、プリンセス・プライド） - 3シリーズ

2003年
- ポケットモンスター アドバンスジェネレーション（カズチ）
- デ・ジ・キャラットにょ（華麗田さん、ちびあかり）
- わがまま☆フェアリー ミルモでポン!（ワカバ）
- DEAR BOYS（川崎雪子）
- 探偵学園Q（鳴沢数馬、コンビニの店員）
- 成恵の世界（天堂蘭）
- ぽぽたん（小奈美、マイ）
- 明日のナージャ（シュテファン）
- ガンパレード・マーチ 〜新たなる行軍歌〜（新井木勇美）
- 最遊記シリーズ（2003年 - 2004年、李厘） - 2シリーズ
- 神魂合体ゴーダンナー!!（2003年 - 2004年、ルナ、猫田） - 2シリーズ
- F-ZERO ファルコン伝説（2003年 - 2004年、レイナ / サスケ）
- クロノクルセイド（2003年 - 2004年、ロゼット・クリストファ / マグダレーナ）
- 鋼の錬金術師（カヤル）
- ミッドナイトホラースクール（リディー、カボ）

2004年
- 北へ。〜Diamond Dust Drops〜（美希）
- 妄想代理人（ヒロイン）
- ケロロ軍曹（2004年 - 2008年、日向冬樹〈初代〉、ヌイイ〈159話のみ〉、冬吉〈初代〉）
- せんせいのお時間（小林あかね）
- サムライチャンプルー（ギャル）
- うた∽かた（多岐川皐月）
- 遙かなる時空の中で-八葉抄-（2004年 - 2005年、元宮あかね）
- tactics（ヨーコ）
- エルフェンリート（マリコ〈35番〉）

2005年
- ONE PIECE（アマンダ）
- らいむいろ流奇譚X CROSS〜恋、教ヘテクダサイ。〜（リネン）
- AIR（神尾観鈴）
- JINKI:EXTEND（エルニィ立花）
- BLEACH（2005年 - 2008年、砕蜂〈初代〉）
- うえきの法則（2005年 - 2006年、森あい）
- 極上生徒会（シンディ真鍋、サンデー真鍋〈シンディの母〉）
- 甲虫王者ムシキング 森の民の伝説（アイリス、フラウ）
- トリニティ・ブラッド（エリス・ワズマイヤ）
- 焼きたて!!ジャぱん（アン王女）
- あまえないでよっ!!（2005年 - 2006年、生稲雛美） - 2シリーズ
- 創聖のアクエリオン（双翅）
- 地獄少女（黒田亜矢）
- ARIA The ANIMATION（2005年 - 2008年、アテナ・グローリィ） - 3シリーズ
- ガイキング LEGEND OF DAIKU-MARYU（2005年 - 2006年、ルル）

2006年
- 桜蘭高校ホスト部（呉竹）
- 学園ヘヴン BOY'S LOVE HYPER!（海野聡）
- 機神咆吼デモンベイン（クラウディウス）
- サルゲッチュ 〜オンエアー〜（2006年 - 2007年、ナツミ） - 2シリーズ
- 錬金3級 まじかる?ぽか〜ん（ルル）
- 蟲師（あき）
- ポケットモンスター ダイヤモンド&パール（2006年 - 2008年、モモアン〈初代〉、ポケモン図鑑音声〈初代〉、ナオシのスボミー→ロゼリア、ヒカリのミミロル〈初代〉 他）
- xxxHOLiC（少年）
- 史上最強の弟子ケンイチ（2006年 - 2007年、風林寺美羽）
- プリごろ太 宇宙の友情大冒険（プリリン） - ドラマ『のだめカンタービレ』より

2007年
- 風の少女エミリー（エミリー・バード・スター）
- のだめカンタービレ（2007年 - 2010年、エリーゼ、プリリン） - 2シリーズ
- 名探偵コナン（立松浩）
- DARKER THAN BLACK -黒の契約者-（2007年 - 2009年、アンバー） - 2シリーズ
- 祝!(ハピ☆ラキ)ビックリマン（ファラ子）
- CLANNAD -クラナド- / 〜AFTER STORY〜（2007年 - 2009年、幻想世界の少女） - 2シリーズ
- BLUE DROP 〜天使達の戯曲〜（カサゴル）
- MOONLIGHT MILE 2ndシーズン -Touch down-（マギー・ヒラオカ、たっくん）
- 遙かなる時空の中で3 紅の月（春日望美）
- 湾岸ミッドナイト（平本恵）

2008年
- 魔人探偵脳噛ネウロ（池田蘭子）
- ゲゲゲの鬼太郎（第5作）（美女ゴーゴン）
- 隠の王（伏田すばる）
- バトルスピリッツ 少年突破バシン（2008年 - 2009年、ママ / 馬神ハヤ美）

2010年
- 遙かなる時空の中で3 終わりなき運命（春日望美）

### 劇場アニメ
1998年
- ザ☆ドラえもんズ ムシムシぴょんぴょん大作戦!（モモ）
- 機動戦艦ナデシコ -The prince of darkness-（ウエムラ・エリ）

1999年
- ガンドレス（ミシェル・イガ）
- 少女革命ウテナ アドゥレセンス黙示録（天上ウテナ）
- ハッピーバースデー 命かがやく瞬間（浜本晶子）

2000年
- 劇場版カードキャプターさくら 封印されたカード（佐々木利佳）

2001年
- 映画 犬夜叉 時代を越える想い（玻璃）

2002年
- 劇場版 サルゲッチュ 黄金のピポヘル・ウッキーバトル（ナツミ）

2005年
- AIR（神尾観鈴）

2006年
- 超劇場版ケロロ軍曹（2006年 - 2009年、日向冬樹） - 4作品
- 劇場版 遙かなる時空の中で 舞一夜（元宮あかね）
- 劇場版BLEACH（2006年 - 2008年、砕蜂） - 3作品

2007年
- 劇場版ポケットモンスター ダイヤモンド&パール ディアルガVSパルキアVSダークライ（ミミロル）

2008年
- 劇場版ポケットモンスター ダイヤモンド&パール ギラティナと氷空の花束 シェイミ（ミミロル）

2015年
- ARIA The AVVENIRE（アテナ・グローリィ） - ライブラリ出演 / 特別クレジット

### OVA
1995年
- ウダウダやってるヒマはねェ!（女学生A）
- 紺碧の艦隊（女）

1996年
- 銀河英雄伝説（イゼルローン軍女性下士官）
- ふしぎ遊戯（1996年 - 1998年、張宿、子供） - 2シリーズ
- 宝魔ハンターライム（看護婦）

1997年
- バトルアスリーテス大運動会（1997年 - 1998年、クリス・クリストファー）
- レイアース（女子A）
- 企業戦士YAMAZAKI（鹿島倫子）
- 同窓会（佐伯夏奈子）
- マジカルマホ（1997年 - 1998年、お姫さま、女の子）

1998年
- ゲキ・ガンガー3 熱血大決戦!!（リキエル、劇場アナウンス）

1999年
- それいけ! アンパンマン うたってあそぼう♪ようちえんはたのしいな（かわぐちともこ、もりためぐみ）
- てなもんやボイジャーズ（七宮若菜）

2000年
- AMON デビルマン黙示録（ユミ）

2001年
- ハイパー無軌道オリジナル・ビデオ・アニメーション ぷにぷに☆ぽえみぃ（我々守むつみ）

2002年
- 遙かなる時空の中で-紫陽花ゆめ語り-（2002年 - 2003年、元宮あかね）
- 私立荒磯高等学校生徒会執行部（桂木和美）
- ふたりエッチ（2002年 - 2004年、小野田優良） - 2シリーズ
- Kanon（倉田佐祐理）※DVD全巻購入特典

2003年
- アーリーレインズ（マーガレット・ハート）
- 遙かなる時空の中で2-白き龍の神子-（2003年 - 2005年、高倉花梨）

2004年
- おジャ魔女どれみナ・イ・ショ（元気）
- 機神咆吼デモンベイン（リリィ・M・ブリッジ）

2005年
- 僕は妹に恋をする（楠友華、犬ヨリ）
- 永遠のアセリア 「求め」の声（岬今日子）
- BLEACH（2005年 - 2008年、砕蜂） - 2作品
- リバースムーン ディバージェンス（リィル・バルダー）

2006年
- Kanon PRELUDE（倉田佐祐理）

2007年
- ARIA The OVA 〜ARIETTA〜（アテナ・グローリィ）
- 異国色恋浪漫譚（近江薫〈初代〉）
- ツバサ TOKYO REVELATIONS（火煉）
- ピカチュウたんけんクラブ（ミミロル）

2008年
- ピカチュウ 氷の大冒険（ミミロル）

2010年
- DARKER THAN BLACK -黒の契約者-外伝（アンバー）

2011年
- 技の旅人（キャロト）

### Webアニメ
- 幕末機関説 いろはにほへと（2007年、クィーン）
- 亡念のザムド（2008年、設楽）

### ゲーム
2012年以降の作品は全て生前の収録音声を使用したライブラリー出演。
1995年
- SPACE GRIFFON VF-9（CMナレーション）

1996年
- 野々村病院の人々（島木加奈） - セガサターン版

1997年
- ドキドキプリティリーグ（神田紗由里）
- ドリーム・ジェネレーション 〜恋か? 仕事か!?…〜（蓮宮瀬里奈）
- エルフを狩るモノたち -完全版-（エミリィ、アネット、レジの女の子）
- エルフを狩るモノたち -花札編-（アネット、セリーナ）
- 黒の剣 -Blade of the Darkness-（ガルサ）
- DESIRE（ティーナ）
- 銀河お嬢様伝説ユナ3 LIGHTNING ANGEL（蘭花）
- この世の果てで恋を唄う少女YU-NO（クンクン）
- フォトジェニック（天野理路）

1998年
- ビーバス&バットヘッド ヴァーチャル・アホ症候群
- ボカンですよ（アマッタン）
- ソニックウィングス アサルト（真尾まお）
- ガイナロックR（イオ・アイアコス）
- 少女革命ウテナ いつか革命される物語（天上ウテナ）
- ラングリッサーV 〜The End of Legend〜（クラレット）
- 季節を抱きしめて（ウエイトレス）
- レイディアントシルバーガン（レアナ） - セガサターン版
- スレイヤーズろいやる2（アリシア）
- エリーのアトリエ 〜ザールブルグの錬金術士2〜（イクシー）
- サウザンドアームズ（ソディナ・ドーンフリード）
- 魔法少女プリティサミー ハートのきもち（灰田このは）

1999年
- トゥルーラブストーリー2（七瀬かすみ）
- デバイスレイン（名城瞳）
- エーベルージュ2（フェルス・ブランデン）
- 輝く季節へ（広瀬真希）
- サルゲッチュ（ナツミ、チャル）
- 金田一少年の事件簿3 青龍伝説殺人事件（北川マリ）
- パネキット（チュートリアルでのナレーター）
- ラブラブトロッコ 〜二人の恋のメロディ〜（ギー）
- ラングリッサーミレニアム（ネイ・リイスン）
- アランドラ2 魔進化の謎（ルビー）
- レジェンド オブ ドラグーン（メル）

2000年
- infinity（川島優夏）
- 遙かなる時空の中で（元宮あかね）
- kanon（倉田佐祐理）
- エターナルアルカディア（アイカ）
- 世界一ツイてない女 どつぼちゃん（綾小路どつぼ）

2001年
- 風のクロノア2 〜世界が望んだ忘れもの〜（ロロ）
- 蚊（山田麗奈）
- ピポサル2001（ナツミ）
- グローランサーII（シャルローネ・クラウディオス）
- みんなのGOLF 3（モエ）
- シェンムーⅡ（アイリン・M・エーデルワイス）
- AIR（神尾観鈴）
- ザ・キング・オブ・ファイターズ2001（メイ・リー）
- 機動天使エンジェリックレイヤー みさきと夢の天使達（藤崎円香）
- THE 推理シリーズ（賢作）
- 悪魔雀〜デビルマージャン〜（シレーヌ）

2002年
- アイドル雀士R 雀ぐる★プロジェクト（ひとみ）
- グランディア エクストリーム（ルティナ）
- どこまでも青く…（芳野雨音）
- ときめきメモリアル Girl's Side（藤井奈津実）
- ボンバーマンジェネレーション（ボンバーマン）
- ビストロ・きゅーぴっと（サン・フラワー）
- ガングレイヴ（浅葱ミカ）
- サルゲッチュ2（ナツミ）
- ザ・キング・オブ・ファイターズ2002（メイ・リー）
- 学園ヘヴン BOY'S LOVE SCRAMBLE!（海野聡）
- テイルズ オブ デスティニー2（ナナリー・フレッチ）
- 雪語り（新見沙紀）

2003年
- マリー・エリー&アニスのアトリエ 〜そよ風からの伝言〜（イクシー）
- シャーマンキング ソウルファイト（ピリカ）
- ダンシングソード 〜閃光〜（クレア・ルーデンドルフ）
- Never7 -the end of infinity-（川島優夏）
- 蚊2 レッツゴーハワイ（山田麗奈）
- 探偵学園Q 奇翁館の殺意（鳴沢和馬）
- D→A:BLACK（神楽夏希）

2004年
- Wing Fantasia
- 学園ヘヴン BOY'S LOVE SCRAMBLE! Type B（海野聡）
- こころの扉（鹿島香織）
- シャーマンキング ふんばりスピリッツ（ピリカ、ルドセブ・ミュンツァー）
- 転生学園幻蒼録（一之瀬伽月）
- 十二国記 -赫々たる王道 紅緑の羽化-（蘭玉）
- 神魂合体ゴーダンナー!!（ルナ）
- ガチャメカスタジアム サルバト〜レ（ナツミ、チャル）
- ケロロ軍曹 メロメロバトルロイヤル（日向冬樹）
- ラチェット&クランク3 突撃!ガラクチック★レンジャーズ（サーシャ）
- D→A:WHITE（神楽夏希）
- 遙かなる時空の中で3（春日望美）

2005年
- 学園ヘヴン おかわりっ! BOY'S LOVE ATTACK!（海野聡）
- テイルズ オブ ザ ワールド なりきりダンジョン3
- 新選組群狼伝（沖田総司）
- ブルーフロウ（ユアン・オンリー、カタリーナ・ウィル・アルカイック）
- サルゲッチュP!（ナツミ、チャル）
- サルゲッチュ3（ナツミ）
- 戦国BASARA（いつき）
- BLEACH 〜ヒート・ザ・ソウル〜（2005年 - 2009年、砕蜂） - 5作品
- 極上生徒会（シンディ真鍋）
- 遙かなる時空の中で3 十六夜記（春日望美）
- ケロロ軍曹 メロメロバトルロイヤルZ（日向冬樹）
- テイルズ オブ ジ アビス（ナナリー・フレッチ） - ノンクレジット

2006年
- うえきの法則 倒すぜロベルト十団!!（森あい）
- BLEACH DS 蒼天に駆ける運命（砕蜂）
- 遙かなる時空の中で3 運命の迷宮（春日望美）
- ケロロ軍曹 演習だヨ!全員集合パート2（日向冬樹）
- 戦国BASARA2（いつき）
- サルゲッチュ ミリオンモンキーズ（ナツミ、チャル）
- レッスルエンジェルス サバイバー（藤原和美、中江里奈）
- ARIA The NATURAL 〜遠い記憶のミラージュ〜（アテナ・グローリィ）
- BLEACH 〜ブレイド・バトラーズ〜（砕蜂）
- テイルズ オブ ザ ワールド レディアント マイソロジー（ナナリー・フレッチ）

2007年
- 史上最強の弟子ケンイチ 激闘!ラグナレク八拳豪（鳳林寺美羽）
- サルゲッチュ サルサル大作戦（ナツミ）
- BLEACH 〜ブレイド・バトラーズ2nd〜（砕蜂）
- SDガンダム GGENERATION（2007年 - 2019年、ギギ・アンダルシア、レイチェル・ランサム） - 7作品
- スイングゴルフ パンヤ 2ndショット!（カディエ、ティッキー）
- 戦国BASARA2 英雄外伝（いつき）

2008年
- 大乱闘スマッシュブラザーズシリーズ（2008年 - 2018年、フシギソウ〈X〉、サーナイト） - 4作品
- 超劇場版ケロロ軍曹3 天空大冒険であります!（日向冬樹）
- ほしがりエンプーサ（大河内マリア）
- 遙かなる時空の中で4（葦原千尋）
- ARIA The ORIGINATION 〜蒼い惑星のエルシエロ〜（アテナ・グローリィ）
- スーパーロボット大戦Z（双翅）
- Daylight -朝に光の冠を-（ベナ・トール・クルサフォンティア）
- 遙かなる時空の中で 夢浮橋（元宮あかね、高倉花梨、春日望美）

2009年
- テイルズ オブ ザ ワールド レディアント マイソロジー2（ナナリー・フレッチ）
- 超劇場版ケロロ軍曹 撃侵ドラゴンウォリアーズであります!（日向冬樹）
- 戦国BASARA バトルヒーローズ（いつき）

2011年
- 戦国BASARA クロニクルヒーローズ（いつき）

2016年
- ARIA 〜AQUA RITMO〜（アテナ・グローリィ）

2023年
- Kanon（倉田佐祐理） - Switch版

### 吹き替え

#### 映画
- 藍色夏恋（リン・ユエチェン）
- 青い相姦（レナ）
- アトランティスのこころ（キャロル・ガーバー）
- クォーターバック
- グラスハウス（友人）
- ザ・リング（ケイティ・エンバリー）※テレビ版
- ジュマンジ（ジュディ・シェパード〈キルスティン・ダンスト〉）※DVD新録版
- ソルジャー・ボーイズ（ガブリエル）
- 月夜の願い 新難兄難弟（リン/イ〈アニタ・ユン〉）※ビデオ版
- ネバーエンディング・ストーリー 遥かなる冒険（フライ・ガール）
- パトリオット ※テレビ東京版
- ヒート（ローレン・グスタフソン〈ナタリー・ポートマン〉）※DVD・ビデオ版
- フェイス/オフ（ジェイミー・アーチャー）※フジテレビ版
- ブルー・クラッシュ（アン・マリー〈ケイト・ボスワース〉）
- マイライフ・アズ・ア・ドッグ（サガ）
- ラスト・オブ・モヒカン（アリス〈ジョディ・メイ〉）※フジテレビ版
- ロミオとジュリエット（ジュリエット〈オリヴィア・ハッセー〉）

#### ドラマ
- アリー my Love（マディー・ハンプトン〈ヘイデン・パネッティーア〉：Season 5）
- ER緊急救命室シリーズ
  - シーズン6 #135（ニコラス・ロザート〈カイル・サリヴァン〉）
  - シーズン9 #185（サラ〈エリザベス・ライス〉）
  - シーズン11 #240（ビクター・ホプキンス〈マーク・ジョン・ジェフリーズ〉）
  - シーズン12 #266（ショーン〈ブレーデン・レマスターズ〉）
- おまかせアレックス（アレックス・マック）
- 恋するマンハッタン（サマンサ）※第7話
- サード・ウォッチ（ニコール・ウエスト）
- ザ・シークレット エージェント（ホリデイ〈ディナ・メイヤー〉）
- CSI科学捜査班（エリー：Season2#10 ブラス警部の娘）
- 対決スペルバインダー（クリスティーン・レイノルズ）
- デスパレートな妻たち3（ケイラ〈レイチェル・G・フォックス〉）
- パワーレンジャー（ベス）
- プロビデンス（リリー・ギャラガー）

#### テレビ番組
- アマンダ・ショー（アマンダ〈アマンダ・バインズ〉）
- マペット放送局（ダリル・ハンナ）

#### アニメ
- イワンと仔馬（仔馬）
- サウスパーク（レクサス 他）
- フロスティ・ザ・スノーマン〜温かい雪だるま（カレン）
- ジャッキー・チェン・アドベンチャー（ジュリー）
- シュレック3

### テレビ番組
- さんすうみつけた（NHK教育テレビ）
- Cyber Project TV（独立放送局、キッズステーション）
- ポケモン☆サンデー（テレビ東京、2008年8月24日放送分）

### 実写
- SUPER VOICE WORLD 夢と自由とハプニング DVD
- DVD VOiCE ANIMAGE vol.2

### ラジオ
※はインターネット配信。
- 川上とも子のメサCANネットワーク
- 川上とも子のうさぎのみみたぶ（1998年 - 2008年、AM KOBE→アニスタ.TV※→音泉※・BEWE※）
- ZMAP=ZMAP
- Kanon -The snow talks memories- 雪降る街の物語（2000年）
- Lazy Junk Night（2001年 - 2002年）不定期レギュラー
- 四ッ谷式Cyber ProjectEX みかととも蔵のわくわくたまご
  - 四ッ谷式Cyber ProjectEX とも蔵・由美子のねいちゃあ☆ぽけっと
- 土曜の夜ですウハウハ大放送 アニメストリート（2001年 - 2004年、ラジオ日本）[注 3]

#### ドラマCD
- THE IDOLM@STER DRAMA CD NEW STAGE 03（翔太）
- あそびにいくヨ!（いちか）
- 悪魔で候(斉藤茅乃)
- ARIA Drama CDシリーズ（アテナ・グローリィ）
  - ARIA The ANIMATION Drama CD I - BLUE
  - ARIA The ANIMATION Drama CD III - ORANGE
  - ARIA The NATURAL Drama CD I
  - ARIA The NATURAL Drama CD II
  - ARIA The ORIGINATION Drama CD III 花
- B.O.D.Y.（佐倉凌子）
- 秋桜の空に（尼子崎初子）
- Weiß kreuz Glühen Fight Fire With Fire（キミカ）[注 3]
- AIRシリーズ（神尾観鈴）
  - ドラマCD AIR 第1巻 神尾観鈴・DREAM 前編
  - ドラマCD AIR 第4巻 神尾観鈴・DREAM 後編
  - ドラマCD AIR 第8巻 AIR 前編
  - ドラマCD AIR 第9巻 AIR 後編
- EREMENTAR GERAD -蒼空の戦旗-（アシェア〈アシェアブルカ・フアジャール〉）
- 空の境界（両儀式）
- キラメキ☆銀河町商店街（三宅千乃）
- グローランサーIIシリーズ（シャルローネ・クラウディオス）
  - グローランサーII Codition of Knight
  - グローランサーII Pride of Knight
- ケロロ軍曹シリーズ（日向冬樹）
  - ケロロ軍曹 地球（ペコポン）侵略CD
  - ケロロ軍曹 宇宙でもっともギリギリなCD 第5巻
- GOSICK -ゴシック-（アブリル・ブラッドリー）
- サウンド・ストーリー サイコ（磋碕アユキサ）
- 春夏秋冬（礼子）
- 私立荒磯高等学校生徒会執行部（桂木和美）
- 神魂合体ゴーダンナー!! ドラマCD第2巻（ルナ）
- 里見☆八犬伝（犬村雛衣）
- 声優物語（空埜真蒼）
- せんせいのお時間シリーズ（小林あかね）
- 創竜伝（案内係）
- その向こうの向こう側（九堂二葉）
- ZOMBIE-LOAN（由詩）
- 東京クレイジーパラダイス（紅月司）
- てけてけマイハート（早坂のぞみ）
- トラブルシューター・シェリフスターズSS（メニー・マリオン）
- バイトでウィザード（一条豊花）
- 果てしなく青い、この空の下で…。 1・2巻（芳野雨音）
- 遙かなる時空の中でシリーズ（元宮あかね、高倉花梨、春日望美、葦原千尋）
- ペンギン革命（藤丸ゆかり）
- 僕にお月様を見せないで（七味唐子）
- 僕は妹に恋をする（楠友華）
- まもって守護月天!再逢（藤咲朋美）
- Missing 呼び声の物語（日下部稜子）
- Mr.FULLSWING（兎丸比乃）
- ミルナの禁忌 サウンド・ストーリー（荏隅貝、小沢ユウナ、ヨナ）
  - 挿入歌「ミルナの禁忌」（with 成田紗矢香、桂川千絵、作詞：白倉由美）
- 薬師寺涼子の怪奇事件簿（薬師寺涼子）
- 異国色恋浪漫譚（近江薫）
- ふおんコネクト!（白金やわら）
- 平成タイムボカン（ハッピー）
- PON!とキマイラ（シアン）
- ラングリッサーV（クラレット）

#### カセット
- アニメイトカセットコレクション VS騎士ラムネ&40炎 トキメキトライアル 熱血先生のハートを狙え（女生徒）

#### その他CD
- ZMAPシングルCD 「Forever Love」 （1998年1月21日）
- 川上とも子ラジオショーVol.1 うさぎのみみたぶ番外編「Marble」（1999年4月23日）
- うさぎのみみたぶ（2000年2月25日）
- SONIC GUM ラジオスペシャル あまえないでよっ!!ラジオCD（ワニブックスWeb通販限定）

### 特撮
- 鉄甲機ミカヅキ（マユミの声）

### その他コンテンツ
- 『クロノアヒーローズ 伝説のスターメダル』CMアニメーション（ロロ）[注 20]
- ターフィー（JRA競馬博物館）
- StudioGIW ボイスドラマ シリーズ（月人リツキ）ダウンロード販売のボイスドラマ
  - StudioGIW ボイスドラマ vol.1
  - StudioGIW ボイスドラマ vol.2 〜溜息月華〜

## ディスコグラフィ

### アルバム
|     | 発売日         | タイトル                                                              | 規格品番   | オリコン 最高位 |
| --- | -------------- | --------------------------------------------------------------------- | ---------- | --------------- |
| ※   | 1998年12月23日 | 人生なに色？～「川上とも子のメサCANネットワーク」メモリアルアルバム～ | KICA-5018  |                 |
| ※   | 1999年4月23日  | Marble～川上とも子ラジオショーVOL.1「うさぎのみみたぶ」番外編         | KICA-5031  |                 |
| 1st | 1999年8月6日   | ADOLESCENCE DOLL                                                      | KICA-5044  |                 |
| ※   | 2000年2月25日  | うさぎのみみたぶ                                                      | TRCD-10009 |                 |
| ※   | 2000年11月22日 | ミレニアム・シリーズ タイムカプセル Vol.8 〜せつなさはタカラモノ〜    | MECH-28112 |                 |

### キャラクターソング
| 発売日   | 商品名                                                                              | 歌 | 楽曲                                                                         | 備考                                                                 |
| 1995年   | 1995年                                                                              | 1995年 | 1995年                                                                       | 1995年                                                               |
| -------- | ----------------------------------------------------------------------------------- | --- | ---------------------------------------------------------------------------- | -------------------------------------------------------------------- |
| 10月21日 | 「ふしぎ遊戯」 キャラクターズ・ヴォーカル・コレクション 9                           | 張宿（川上とも子） | 「紅い伝承」 「P.S.愛って永遠ですか?」                                       | テレビアニメ『ふしぎ遊戯』関連曲                                     |
| 1997年   |                                                                                     | |                                                                              |                                                                      |
| 4月23日  | 機動戦艦ナデシコ「明日の艦長はキミだ！」                                            | 一城みゆ希、松澤由美、本井英美、川上とも子、中川玲、矢島晶子 | 「銀河のクリスマス」                                                         | テレビアニメ『機動戦艦ナデシコ』関連曲                               |
| 4月23日  | 機動戦艦ナデシコ「明日の艦長はキミだ！」                                            | 松澤由美、本井英美、川上とも子、中川玲、矢島晶子 | 「Delicious Island」                                                         | テレビアニメ『機動戦艦ナデシコ』関連曲                               |
| 6月25日  | バトルアスリーテス大運動会 音楽篇 vol.1                                             | クリス・クリストファ（川上とも子） | 「NUDE」                                                                     | OVA『バトルアスリーテス大運動会』関連曲                              |
| 1998年   |                                                                                     | |                                                                              |                                                                      |
| 1月21日  | Forever Love                                                                        | ZMAP | 「Forever Love」 「Together」                                                | 劇場版『機動戦艦ナデシコ -The prince of darkness-』関連曲            |
| 5月22日  | CDドラマ DESIRE                                                                     | ティーナ（川上とも子） | 「Fridays'」                                                                 | ゲームソフト『DESIRE』関連曲                                         |
| 5月28日  | 少女革命ウテナ いつか革命される物語                                                 | 天上ウテナ（川上とも子）、姫宮アンシー（渕崎ゆり子）、桐生冬芽（子安武人）、有栖川樹璃（三石琴乃）、薫幹（久川綾）、西園寺莢一（草尾毅）、鳳暁生（小杉十郎太）                                                                 | 「鳳学園校歌」                                                               | テレビアニメ『少女革命ウテナ』関連曲                                 |
| 6月24日  | バトルアスリーテス大運動会TVスーパースター列伝④〈クリス・アンナ〉                   | クリス・クリストファ（川上とも子） | 「月に書いたラブレター」                                                     | テレビアニメ『バトルアスリーテス大運動会』関連曲                     |
| 7月22日  | バトルアスリーテス大運動会 音楽篇 vol.3 宇宙最強伝説                                | クリス・クリストファ（川上とも子）、アンナ・レスピーギ（矢島晶子） | 「大運動会伝説-略して大伝-」                                                 | テレビアニメ『バトルアスリーテス大運動会』関連曲                     |
| 8月26日  | TV バトルアスリーテス大運動会 ラジオ アストロ番外地                                 | 柳田一乃（久川綾）、クリス・クリストファ（川上とも子） | 「月とスッポン」                                                             | テレビアニメ『バトルアスリーテス大運動会』関連曲                     |
| 8月29日  | ドリーム・ジェネレーション 〜恋か? 仕事か!?…〜                                      | 蓮宮瀬里奈（川上とも子） | 「あなたがたりない」                                                         | ゲームソフト『ドリーム・ジェネレーション 〜恋か? 仕事か!?…〜』関連曲 |
| 8月29日  | ドリーム・ジェネレーション 〜恋か? 仕事か!?…〜                                      | 川上とも子、MOMO | 「ドリーム・ジェネレーション 〜恋か? 仕事か!?…〜」                           | ゲームソフト『ドリーム・ジェネレーション 〜恋か? 仕事か!?…〜』主題歌 |
| 9月18日  | ラングリッサーV The End of Legend ドラマアルバム                                    | 川上とも子 | 「Let's go!」                                                                | ゲームソフト『ラングリッサーV 〜The End of Legend〜』関連曲          |
| 9月23日  | 機動戦艦ナデシコ The blank of 3years 特典CD                                         | 川上とも子、矢島晶子、本井えみ、中川玲 | 「キッチンパーティー」                                                       | ゲームソフト『機動戦艦ナデシコ The blank of 3years』関連曲           |
| 1999年   |                                                                                     | |                                                                              |                                                                      |
| 2月10日  | カードキャプターさくら オリジナル・ドラマアルバム2 スィートバレンタインストーリーズ | 木之本桜（丹下桜）、大道寺知世（岩男潤子）、李苺鈴（野上ゆかな）、佐々木利佳（川上とも子）、柳沢奈緒子（本井えみ）、三原千春（松本美和）                                                                                       | 「GET YOUR LOVE」                                                            | テレビアニメ『カードキャプターさくら』関連曲                         |
| 5月19日  | トゥルーラブストーリー2 ドラマCD act.1 ～いつもの帰り道～                           | 川上とも子 | 「空」                                                                       | ゲームソフト『トゥルー・ラブストーリー』関連曲                       |
| 7月21日  | COSMIC LOVE                                                                         | aya with MITO CHOIR | 「COSMIC LOVE」                                                              | テレビアニメ『宇宙海賊 ミトの大冒険 2人の女王様』オープニングテーマ  |
| 7月21日  | COSMIC LOVE                                                                         | MITO CHOIR | 「COSMIC LOVE (AI-NO-TE-version)」                                           | テレビアニメ『宇宙海賊 ミトの大冒険 2人の女王様』関連曲              |
| 9月21日  | 歌え! ミトの大冒険 ボーカル＆バラエティアルバム                                     | ミト&海賊たち | 「海賊稼業もたいへんだ!」                                                    | テレビアニメ『宇宙海賊 ミトの大冒険 2人の女王様』関連曲              |
| 2000年   |                                                                                     | |                                                                              |                                                                      |
| 2月10日  | インフィニティ                                                                      | 川島優夏（川上とも子）、朝倉沙紀（山崎和佳奈）、守野くるみ（松岡由貴）、守野いづみ（井上喜久子）、樋口遙（？） | 「infinity」                                                                 | ゲームソフト『インフィニティ』関連曲                                 |
| 2月10日  | インフィニティ                                                                      | 川島優夏（川上とも子） | 「TREASURE DREAM」                                                           | ゲームソフト『インフィニティ』関連曲                                 |
| 6月21日  | タイムボカン2000 怪盗きらめきマン きらめき劇中大音盤                                | リップ（川上とも子） | 「LIP STEAL」                                                                | テレビアニメ『タイムボカン2000 怪盗きらめきマン』関連曲              |
| 2001年   |                                                                                     | |                                                                              |                                                                      |
| 12月21日 | ちっちゃな雪使いシュガー Magical Stage.1                                            | シュガー（川上とも子）、ペッパー（水橋かおり）、ソルト（サエキトモ） | 「ちょっと! きっと! もっと!」                                                | テレビアニメ『ちっちゃな雪使いシュガー』関連曲                       |
| 2002年   |                                                                                     | |                                                                              |                                                                      |
| 2月22日  | ちっちゃな雪使いシュガー Magical Stage.2                                            | シュガー（川上とも子）、サガ（浅野真澄） | 「ハッピー・ジンクス」                                                       | テレビアニメ『ちっちゃな雪使いシュガー』関連曲                       |
| 2003年   |                                                                                     | |                                                                              |                                                                      |
| 3月12日  | 空                                                                                  | 進藤ヒカル（川上とも子） | 「空」                                                                       | テレビアニメ『ヒカルの碁』関連曲                                     |
| 2004年   |                                                                                     | |                                                                              |                                                                      |
| 1月21日  | D→A:BLACK ドリームコレクション Vol.1 神楽夏希                                       | 神楽夏希（川上とも子） | 「Diary」                                                                    | ゲームソフト『D→A:BLACK』関連曲                                      |
| 2月25日  | ヒカルの碁 光る未来へ                                                               | 進藤ヒカル（川上とも子） | 「空 (album-mix)」 「ヒカルカゼ」                                            | テレビアニメ『ヒカルの碁』関連曲                                     |
| 3月24日  | S・F・O・V III                                                                      | ルドセブ（川上とも子） | 「Arabesque Carpet」                                                         | ゲームソフト『シャーマンキング ふんばりスピリッツ』関連曲            |
| 3月26日  | デ・ジ・キャラットにょ コンプリートみゅーじっく でじおん                            | 華麗田さんと華麗な仲間達 | 「華麗田ミュージカル」                                                       | テレビアニメ『デ・ジ・キャラットにょ』関連曲                         |
| 8月25日  | 学園ヘヴン ヴォーカルアルバム SONG! MVP                                             | BL学園一同 | 「BL学園校歌」                                                               | ゲームソフト『学園ヘヴン BOY'S LOVE SCRAMBLE!』関連曲                |
| 8月25日  | 学園ヘヴン ヴォーカルアルバム SONG! MVP                                             | 滝俊介（鈴村健一）、海野聡（川上とも子） | 「トライ＆Go!」                                                              | ゲームソフト『学園ヘヴン BOY'S LOVE SCRAMBLE!』関連曲                |
| 2005年   |                                                                                     | |                                                                              |                                                                      |
| 7月21日  | 恋する奇跡                                                                          | 極上生徒会遊撃部+車両部 | 「恋する奇跡」                                                               | テレビアニメ『極上生徒会』後期エンディングテーマ                     |
| 8月3日   | 遙かなる時空の中で〜八葉抄〜 ヴォーカル・コレクション                               | あかね（川上とも子）、頼久（三木眞一郎）、天真（関智一）、イノリ（高橋直純）、詩紋（宮田幸季）、鷹通（中原茂）、友雅（井上和彦）、永泉（保志総一朗）、泰明（石田彰）、藤姫（大谷育江）、シリン（川村万梨阿）、セフル（浅川悠） | 「遙か、君のもとへ･･･ 遙か祭2005 Ver.」 「遼遠の旅路を行け 遙か祭2005 Ver.」 | テレビアニメ『遙かなる時空の中で-八葉抄-』関連曲                     |
| 9月7日   | スペシャルなeveryday                                                                | 森あい（川上とも子） | 「スペシャルなeveryday」                                                     | テレビアニメ『うえきの法則』関連曲                                   |
| 11月2日  | あまえないでよっ!! はっぴぃ★くりすます                                              | 雛美（川上とも子） | 「crazy love」                                                               | テレビアニメ『あまえないでよっ!! 喝!!』関連曲                        |
| 11月10日 | 極上生徒会 ベストアルバム 極上音楽集                                                | シンディ真鍋（川上とも子） | 「windy winding road」                                                       | テレビアニメ『極上生徒会』関連曲                                     |
| 2006年   |                                                                                     | |                                                                              |                                                                      |
| 3月8日   | ケロロソング、（ほぼ）全部入りであります! 2                                         | ケロロ（渡辺久美子)、冬樹（川上とも子) | 「石ころの星」                                                               | テレビアニメ『ケロロ軍曹』関連曲                                     |
| 3月15日  | あまえないでよっ!!きゃらそん DE 喝っ!!                                              | 雛美（川上とも子） | 「赤いリボンの言葉」                                                         | テレビアニメ『あまえないでよっ!! 喝!!』関連曲                        |
| 9月20日  | 大空魔竜ガイキングVSガイキング 全曲集                                               | ルル（川上とも子） | 「赤いリボンの言葉」                                                         | テレビアニメ『ガイキング LEGEND OF DAIKU-MARYU』関連曲               |
| 2007年   |                                                                                     | |                                                                              |                                                                      |
| 2月21日  | のだめオーケストラ STORY!                                                           | ごろ太（工藤晴香）、プリリン（川上とも子）、カズオ（芝原チヤコ）、リオナ（釘宮理恵）、マイケル（大山鎬則） | 「石ころの星」                                                               | テレビアニメ『のだめカンタービレ』関連曲                             |
| 12月5日  | ケロロのクリスマスアルバム                                                          | ケロロ（渡辺久美子)、冬樹（川上とも子) | 「友達はサンタケロース」                                                     | テレビアニメ『ケロロ軍曹』関連曲                                     |
| 2008年   |                                                                                     | |                                                                              |                                                                      |
| 5月21日  | ケロロのクリスマスアルバム                                                          | 冬樹（川上とも子)、ケロロ（渡辺久美子) | 「友だちごはん宇宙編」                                                       | テレビアニメ『ケロロ軍曹』関連曲                                     |
| 2010年   |                                                                                     | |                                                                              |                                                                      |
| 4月24日  | うたっておどろう! シルバニアファミリー                                              | シルバニアのおともだち | 「友だちごはん宇宙編」                                                       | OAD『シルバニアファミリー』エンディングテーマ                        |

### 歌手参加楽曲
| 発売日        | 商品名                                                        | 歌                               | 楽曲                                                       | 備考                                                      |
| ------------- | ------------------------------------------------------------- | -------------------------------- | ---------------------------------------------------------- | --------------------------------------------------------- |
| 1999年12月3日 | 東京ナイトメア 薬師寺涼子の怪奇事件簿                         | 川上とも子                       | 「Rhythm of Love. (NIGHTMARE VERSION)」                    | ドラマCD『東京ナイトメア 薬師寺涼子の怪奇事件簿』主題歌   |
| 2001年5月30日 | 蔵出・山本正之作品大全集                                      | 川上とも子                       | 「STAR SHIP ☆ とも蔵号出発!」 「やんちゃマーブルブルース」 | Webラジオ番組『川上とも子のうさぎのみみたぶ』テーマソング |
| 2004年1月14日 | ラジオがだいすき 山本正之と青春ラジメニア                     | 川上とも子                       | 「テレビのない星」 「アニメのある星」                      |                                                           |
| 2004年2月25日 | 白倉由美作品集ベストセレクションシリーズ VOL.4 声優ボーカル集 | 川上とも子、成田紗矢香、桂川千絵 | 「ミルナの禁忌」                                           |                                                           |

### キャラクターソングCD
- 紅い伝承（ふしぎ遊戯張宿）
- あまえないでよっ!! きゃらそんDE渇っ!!（生稲雛美）
- うえきの法則キャラクターソングシリーズ『スペシャルなevery day』（森あい）
- ケロロ軍曹シリーズ（日向冬樹）
- 極上生徒会 シリーズ（シンディ真鍋）
  - 後期エンディングテーマ：「恋する奇跡（ミラクル）」（2005年7月21日 GBCM-4）
  - ベストアルバム 極上音楽集 （2005年11月10日 GBCA-3）
    - windy winding road
- MPD PSYCHO サイコ サウンド
- 白倉由美作品集ベストセレクションシリーズVOL.4 声優ボーカル集（ミルナの禁忌/2004年2月25日）
- D→A ボーカルコレクション（神楽夏希）
- ヒカルの碁キャラクターソングアルバム「ヒカルの碁 光る未来へ」（進藤ヒカル/2004年2月25日）